# نانسی داود
نانسی داوْد (انگلیسی: Nancy Dowd؛ زادهٔ ۱۹۴۵ میلادی) یک نویسنده و فیلم‌نامه‌نویس اهل ایالات متحده آمریکا است.
او در سال ۱۹۷۸ میلادی به همراه رابرت سی. جونز و والدو سالت، بابت نگارش فیلم‌نامهٔ بازگشت به وطن، برندهٔ جایزه اسکار بهترین فیلم‌نامه غیراقتباسی شد.
از دیگر آثار او می‌توان به شب‌های روشن اشاره کرد.